# Karnischer Höhenweg
Karnischer Höhenweg, česky Karnská hřebenová stezka  (stezka č. 403) je dálková turistická trasa v Karnských Alpách, která vede z velké části jejich hlavním hřebeni v několika variantách podél státní hranice mezi Itálií (regiony Benátsko a Furlansko-Julské Benátsko) a Rakouskem (spolkové země Tyrolsko, přesněji Východní Tyrolsko, a Korutany). Na magistrále o celkové délce přibližně 155 km se nalézá devět horských chat. Magistrála je zároveň součástí Jižní alpské stezky (rakouská dálková stezka 03) a Friedensweg (Dolomity). Je rovněž součástí Červené stezky Via Alpina. Samotný hřeben nepředstavuje pro turisty žádné mimořádné obtíže. Je však třeba vzít v úvahu, že etapy (v některých případech až devítihodinové) jsou velmi dlouhé. V hlavní sezóně na přelomu července a srpna je stezka velmi přeplněná a při přenocování v chatách mohou vznikat tlačenice. Vzhledem k tomu, že většina pěších turistů přijíždí a odjíždí o víkendech, doporučuje se začít mimo víkendy. Stezku lze projít oběma směry; v závislosti na směru převládá dopoledne nebo odpoledne čelní sluneční světlo. Pokud hrozí, že se počasí zhorší, je doporučeno využít některý z četných nouzových sestupů do údolí, protože na exponované vysokohorské stezce hrozí velké nebezpečí úderu blesku.

## Historie

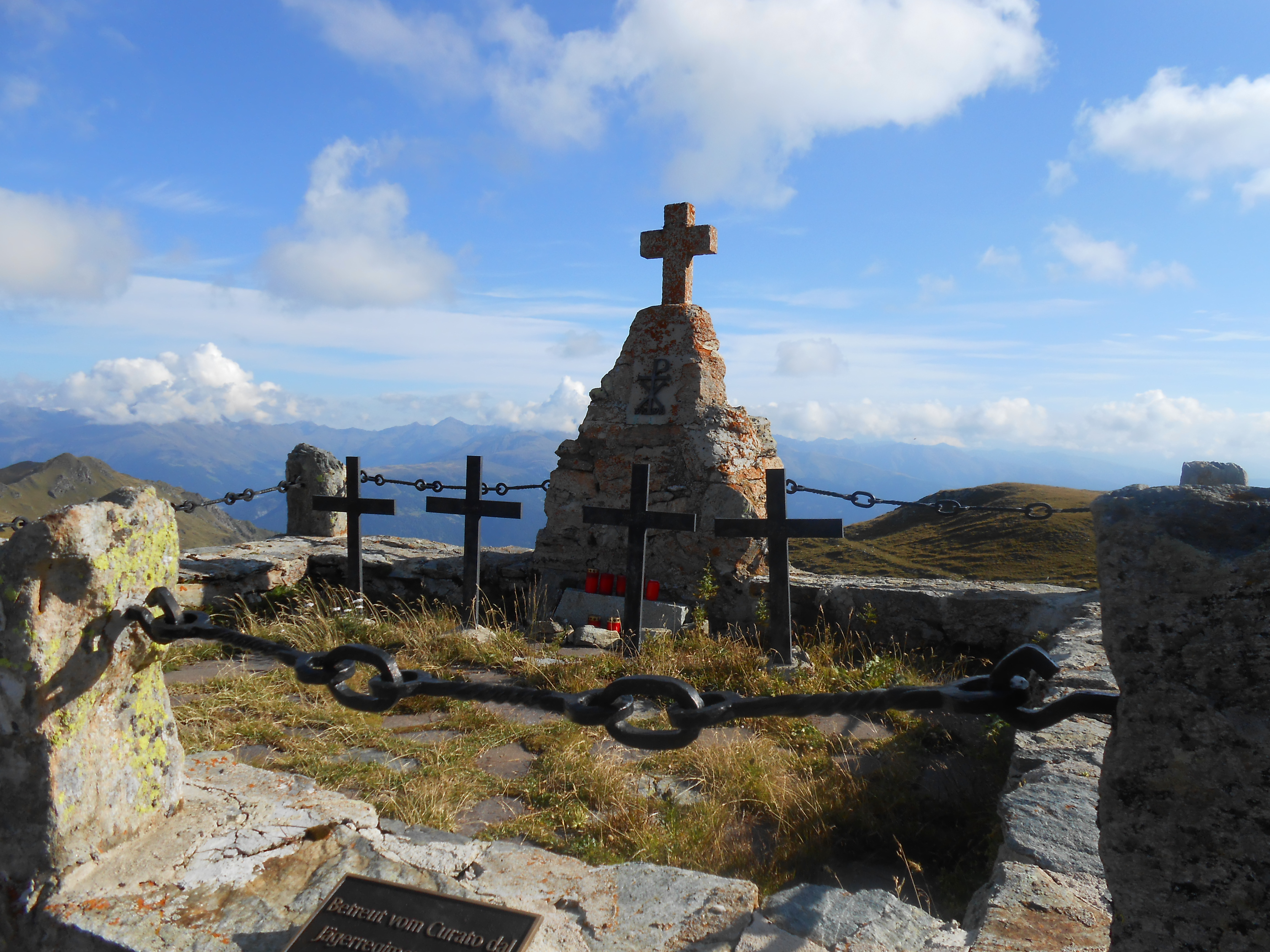
Horský vojenský hřbitov Hochgränten

Karnské Alpy byly turisticky rozvíjeny od poloviny 19. století, ale za svou existenci vděčí Karnská vysokohorská stezka první světové válce, kdy se rozpadla Trojspolek mezi Itálií, Rakouskem a Německým císařstvím a v roce 1915 začala válka o hory v Karnských Alpách. V rámci příprav na tuto válku byly na obou stranách státní hranice vybudovány zásobovací trasy, podél nichž vznikaly střílny, kasematy, průchody, úkryty a později i hřbitovy.
V průběhu druhé světové války probíhala od počátku roku 1944 partyzánská činnost, která způsobila vážné poškození nebo zničení infrastruktury regionu a části systému cest. V průběhu desetiletí chátraly další části spojovacích cest. V roce 1970 se horský záchranář Ernst Steinwender a Richard Grumm zasadili o obnovení systému stezek, aby se v oblasti opět podpořil cestovní ruch. V roce 1974 byly cesty obnoveny a propojeny.
Dodnes se zde nacházejí četné ruiny z doby první světové války. 

## Etapy

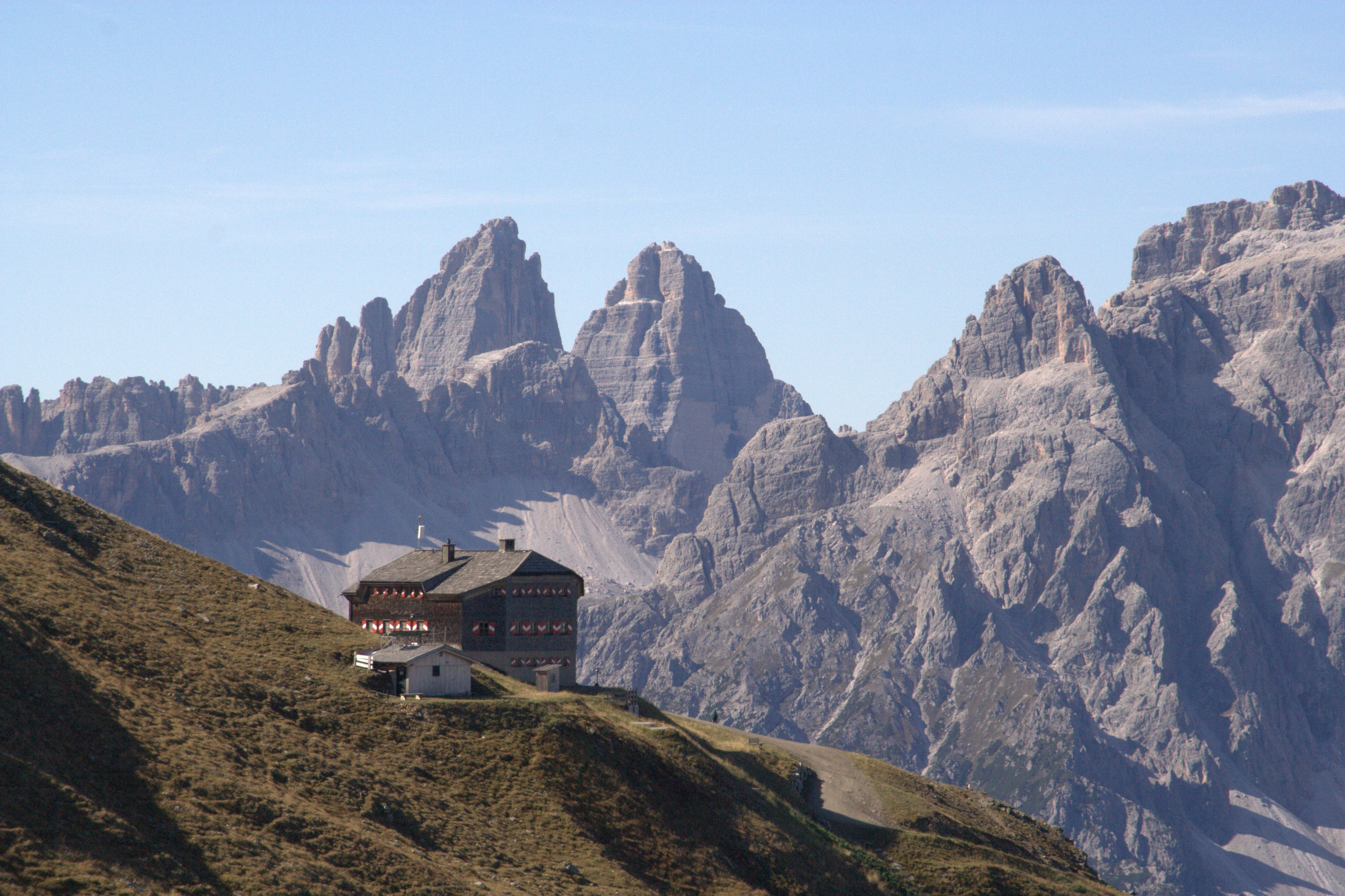
Stará Sillianer Hütte, 2008

Túra po Karnské vysokohorské stezce se obvykle dělí do osmi až jedenácti etap.
1. etapa: Italským výchozím bodem stezky je Sexten, rakouským Sillian. Z obou míst se dojde nejprve na Helm (2434 m), pokračuje se po hřebeni podél rakousko-italské státní hranice za 4 hodiny k chatě Sillianer Hütte (2447 m). V Sextenu a Obervierschachu jezdí lanovky, které zkracují dobu chůze na dvě a půl hodiny.
2. etapa: Od Sillianer Hütte k Obstanserseehütte (2304 m) za 5 hodin s několika vrcholovými přechody (Hornischegg 2550 m, Hollbrucker Spitze 2581 m, Demut 2592 m a Eisenreich 2665 m).
3. etapa: Od chaty Obstanserseehütte k chatě Porzehütte (1942 m) za 7 hodin s přechodem Pfannspitze (2678 m), Große Kinigat (2689 m) s jednoduchou via ferratou, ale jižní obchvat Große Kinigat je možný přes silně svažité štěrkové pole. Kolem malé chaty Filmoor-Standschützenhütte (2350 m, možnost přenocování) dolů přes Rosskar k chatě Porzehütte.
4. etapa: Z Porzehütte k Hochweißsteinhausu (1868 m) za 9 hodin. Cesta vede na jih k Tilliacher Joch a pak přesně po hlavním hřebeni přes Reiterkarspitz (2422 m), dále na Winklerjoch jižně od hlavního hřebene na Hochspitzsenke (2314 m). Hochspitz lze obejít severním směrem, nad bivakovací budkou Mitterkar-Biwak se prochází kolem Steinkarspitze (2524 m) k Luggauer Sattel, pak severovýchodním směrem dolů kolem Torkarspitze k chatě.

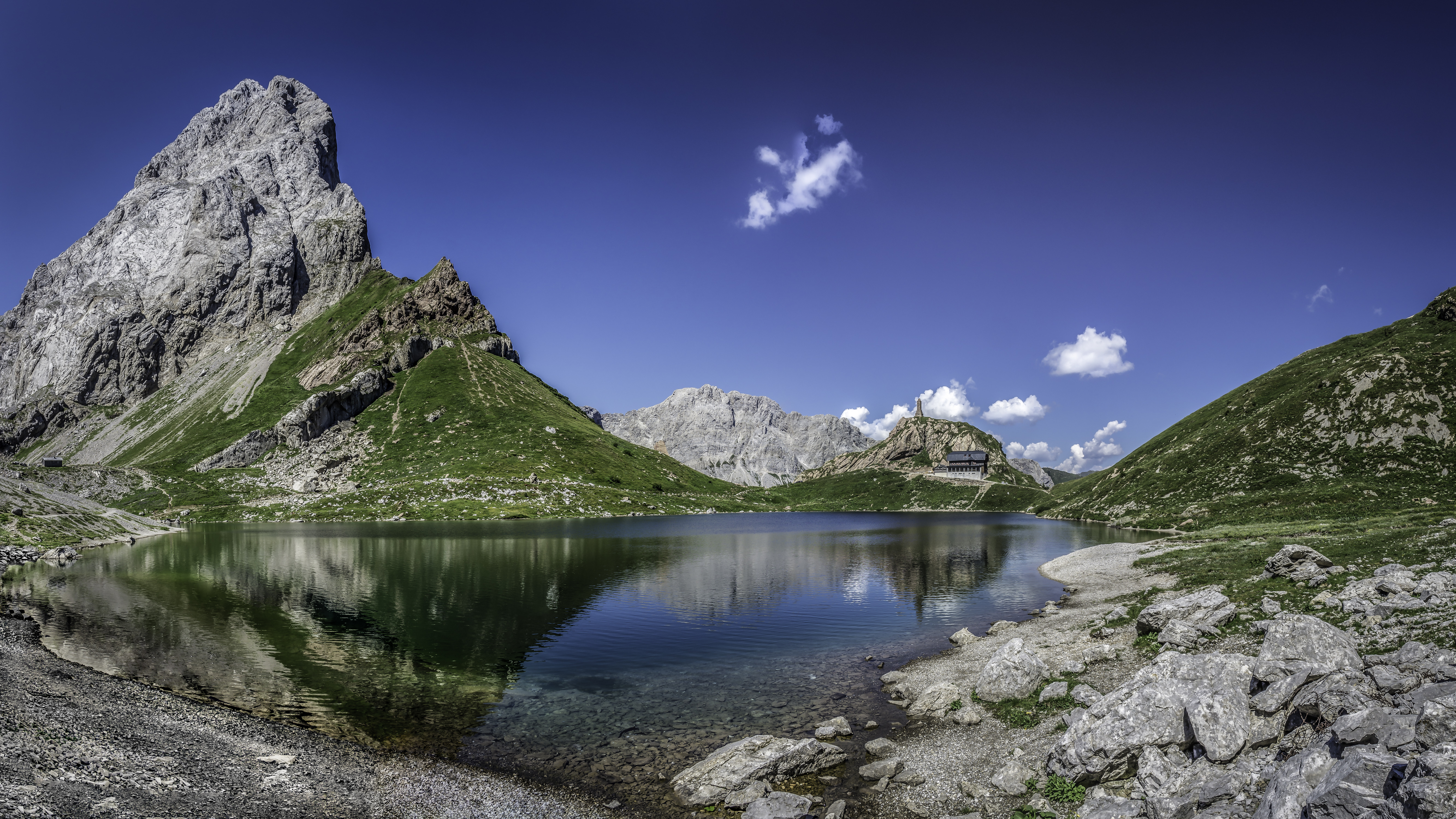
Seewarte a jezero Wolayer See

5. etapa: Z Hochweißsteinhausu k chatě Wolayer See Hütte (1959 m) nebo k Rifugio Lambertenghi Romanin (1955 m) za 6 hodin. Nejprve na Öfnerjoch (2011 m), pak dolů do zalesněného jižního úbočí hlavního hřebene přes Val Fleons, kolem primitivních salaší, z nichž některé byly opuštěny, až na Giramondopass (2005 m). Z průsmyku následuje velmi strmý sestup na horní salaš Wolayer, poté po štěrkové cestě nahoru na vrchol Birnbaumer Törl s pozoruhodným válečným památníkem k rakouské chatě Wolayer See Hütte nebo 15 minut dále po západním břehu Wolayer See k italské chatě Rifugio Lambertenghi Romanin.
6. etapa: Z Wolayer See na Untere Valentinalm (1220 m) za 2 hodiny. Nejprve podél jezera na sever kolem hory Hohe Warte (ital.: Monte Coglians, 2780 m,) dolů k Valentinstörl, pak k Obere Valentinalm a dále k Untere. Výstup na Hohe Warte severní stěnou (Koban-Prunner-Weg), který vyžaduje celý den, má místy obtížnost UIAA II.
7. etapa: Z Untere Valentinalm na Zollnerseehütte (dříve Dr. Steinwender-Hütte; 1720 m) za 8 hodin. Nejprve k silnici Plöckenpass (1215 m u restaurace Plöckenhaus). Jděte po silnici směrem na jih, dokud se vlevo neodbočí "Museumsweg". Po ní dojdete až k malému muzeu historie horské války 1915-1918, pak se vydáte po stezce 401 (muzejní stezka) podél bývalého opevnění na hlavním hřebeni a po stezce 402 k jezeru Lago Avostanis (1936 m). Sestupujte podél cesty na jihovýchod, dokud cesta 448 neodbočí doleva. Po ní na Monte Scarniz (2118 m), dále na Hoher Trieb (2198 m), severním směrem v lehkém stoupání na Kleiner Trieb a pak k chatě Zollnerseehütte.
8. etapa: Z chaty Zollnerseehütte do Nassfeldu za 8 hodin. Po nenáročné trase 403 přes Straniger Alm (1479 m), dále přes Kordinsattel (1752 m) na Cima di Lanza (1893 m) dále na Trogkofel (2297 m, via ferrata s žebříky, nutná výbava, střední obtížnost, není pro začátečníky), obejděte ji jižním směrem. Dále k Rudnigsattel (1889 m), vlevo dolů do Nassfeldu.
Většina turistů končí stezku v Nassfeldu nebo před ním u silnice Plöckenpass. Je však možné pokračovat po jejím toku dále do Thörl-Maglernu. Stezka na tomto úseku do značné míry ztrácí svůj vysokohorský charakter a vede přes několik vysokohorských pastvin a lesním terénem. To vyžaduje další dva až tři dny, přičemž je možné využít přenocování v horských hostincích.

## Mapy
- Tabacco-Wanderkarten 1:25:000, Blätter 01, 09, 010, 017, 018
- Österreichische Karte 1:50:000, Blätter 195-199, aktuelle UTM-Version: 3108-3111, 3116, 3117[2]
- Freytag & Berndt, Wanderkarte 1:50.000, Blätter 182 und 223,
- Kompass-Wanderkarten 1:50.000, Blätter 47, 58, 60